# Crans (Borgogna-Franca Contea)
Crans è un comune francese di 70 abitanti situato nel dipartimento del Giura nella regione della Borgogna-Franca Contea.

## Società

### Evoluzione demografica
Abitanti censiti